# Blocurile de calcar de la Bădila
Blocurile de calcar de la Bădila (monument al naturii) constituie o arie protejată de interes național ce corespunde categoriei a III-a IUCN (rezervație naturală de tip geologic și paleontologic) situată în județul Buzău, pe teritoriul administrativ al comunei Viperești.

## Localizare
Aria naturală cu o suprafață de 3,02 hectare se află în partea central-vestică a județului Buzău, în zona Subcarpaților de Curbură, pe Valea Buzăului, în imediata apropierera a drumului național DN10 Buzău - Covasna.

## Descriere
Rezervația naturală a fost declarată arie protejată prin Legea Nr.5 din 6 martie 2000 (privind aprobarea Planului de amenajare a teritoriului național - Secțiunea a III-a - zone protejate) și reprezintă o arie naturală situată pe malul stâng al râului Buzău (zonă cunoscută de localnici sub denumirea La Surduci) în al cărei teritoriu se găsesc mai multe formațiuni geologice, peste 40 de blocuri stâncoase (de dimensiuni și forme diferite) constituite din calcare și conglomerate (de culoare cenușie), datând din Jurasic. 
Din punct de vedere paleontologic în arealul rezervației, în stratele de rocă sedimentară s-au descoperit mai multe resturi fosile de gasteropode (melci), corali, amoniți (moluște) sau foraminifere, toate atribuite Jurasicului.